# Ака Ларенция
Ака Ларенция (на латински: Acca Larentia) в римската митология е любовница на Херкулес, която той спечелва при игра на зарове.
Херкулес я посъветвал да се омъжи за първия срещнат на улицата мъж, който се оказал богатият етруски търговец Таруций. Тя наследила цялото му имущество и го завещала на римляните, които в знак на благодарност учредили в нейна чест ежегоден празник, наречен Ларенталия (23 декември). Според някои източници Ака Ларенция е майка на ларите от своя любовник и също както Церера, Флора и други, символизира плодородието на земята (в частност градските земи и тяхната реколта).
Според друга римска легенда Херкулес я оженил за овчаря Фаустул, който спасил живота на близнаците Ромул и Рем, след като били хвърлени в Тибър. Тя имала дванадесет сина и със смъртта на един от тях Ромул заел неговото място. Той и останалите единадесет основали колегията на полските братя, Fratres Arvales. По този начин Ака Ларенция е отъждествявана с богинята Церера, на която била посветена тази колегия. Фламинът на Квирин (flamen Quirinalis) играел ролята на Ромул (отъждествяван с Квирин), за да изпълни погребални ритуали на своята осиновителка (като богиня). Преданието, че Ромул и Рем са откърмени от вълчица, може да бъде обяснено с предположението, че Ларенция е наречена lupa (куртизанка, буквално „вълчица“) поради аморалния образ на жената.
Ака Ларенция също е отъждествявана с Ларунда, Ларентина, Мана Генита и Мута. Тя е римската богиня на полетата.